# Tramway de Pontarlier à Mouthe
La Compagnie du tramway de Pontarlier à Mouthe (PM) a créé et exploité une ligne de chemin de fer à voie métrique dans le département du Doubs  entre 1900 et 1927. Après cette date, elle est intégrée à la Compagnie des Chemins de fer du Doubs (CFD).

## Histoire
La Compagnie du Tramway de Pontarlier à Mouthe est formée le 12 janvier 1899 à Pontarlier. Elle reçoit la concession d'un tramway à vapeur. 
En 1912, la raison sociale de la compagnie change et devient : Compagnie du tramway de Pontarlier à Mouthe et extensions. Le réseau est alors concédé au titre d'un chemin de fer d’intérêt local.
Plusieurs prolongements sont concédés à la compagnie le 27 septembre :
- Pontarlier - Entreportes - Levier,
- Entreportes - Amathay-Vesigneux,
- Mouthe - Foncine-le-Haut (Jura)

En 1927, les actifs de la compagnie sont cédés au département qui afferme la ligne à la Compagnie des Chemins de fer du Doubs.

## Les lignes
Le réseau comprenait les lignes suivantes :
- Pontarlier - Mouthe, (29,5km), ouverture le 1er mai 1900[2], fermeture le 1er novembre 1950
- Mouthe - Foncine le Haut, (12km), ouverture 1927

## Matériel roulant
- N° 1 à 3, locomotives 030T Buffaud & Robatel , 1900, type bicabine, poids à vide 18 tonnes
- N°4, locomotive 030T Corpet-Louvet , 1903, N° constructeur 946,
- N°5, locomotive 130T Pinguely , 1913, N° constructeur 285,